# 拉马德莱娜-瓦勒德桑日
拉马德莱娜-瓦勒德桑日（法語：Lamadeleine-Val-des-Anges，法語發音：[lamadlɛn val de.z‿ɑ̃ʒ]）是法国勃艮第-弗朗什-孔泰大区贝尔福地区省的一个市镇，属于贝尔福区。

## 地理
拉马德莱娜-瓦勒德桑日（47°45'40"N, 6°54'48"E）面积6.52 平方千米，位于法国勃艮第-弗朗什-孔泰大區贝尔福地区省，该省份为法国东北部内陆省份，东临上莱茵省，北起孚日省，西接上索恩省，南与杜省和瑞士接壤。
与拉马德莱娜-瓦勒德桑日接壤的市镇（或旧市镇、城区）包括：基什贝格、埃蒂丰、多勒伦、马斯沃-尼德布吕克、格罗马尼、里耶韦斯蒙、鲁日蒙堡、韦斯蒙。
拉马德莱娜-瓦勒德桑日的时区为UTC+01:00、UTC+02:00（夏令时）。

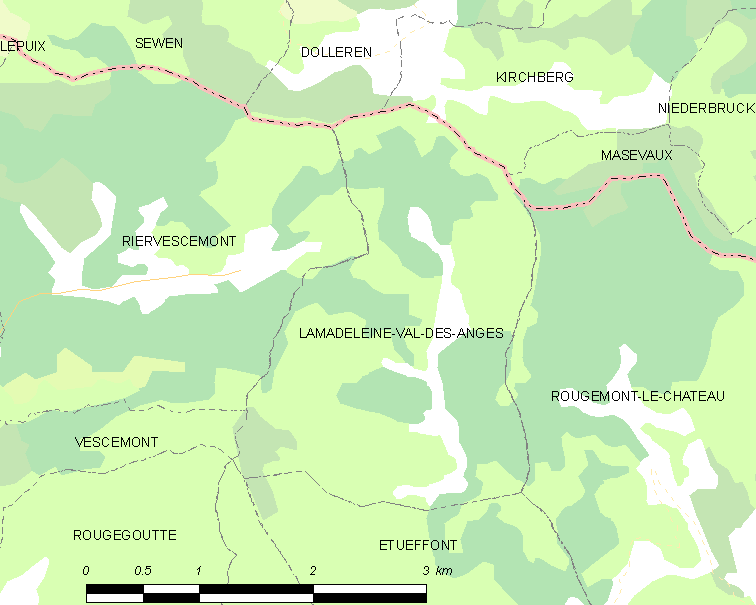
拉马德莱娜-瓦勒德桑日的OSM定位图

## 行政
拉马德莱娜-瓦勒德桑日的邮政编码为90170，INSEE市镇编码为90061。

## 政治
拉马德莱娜-瓦勒德桑日所属的省级选区为日罗马尼县。

## 人口
拉马德莱娜-瓦勒德桑日于2022年1月1日时的人口数量为49人。

1962-2008年间拉马德莱娜-瓦勒德桑日人口变化图示